# Hécatéros
Hécatéros (en grec ancien Ἑκάτερος / Hekáteros) est un personnage mineur de la mythologie grecque de la  génération des Titans, personnification d'une danse rustique.

## Famille
Selon Strabon citant des vers qu'il attribue à « Hésiode », Hécatéros engendra cinq filles (les Hécaterides) de son union avec une fille de Phoronée, sans doute Niobé, qui furent les mères des Curètes, ainsi que des nymphes des montagnes (les Oréades) et des satyres.

## Fonction
Son nom a été interprété comme faisant référence à l'hekateris (une danse rustique qui implique un mouvement rapide des mains), et à lui-même en tant que patron ou personnification de cette danse.
L'existence d'Hécatéros est néanmoins remise en cause par Timothy Gantz : selon lui, le nom d'Hécatéros, tel qu'il apparaît chez Strabon, est simplement une corruption — ou une lecture erronée des fragments hésiodiques — de celui de Doros, fils d'Hellen, précédé de la préposition ek.